# Acacia fleckeri
Acacia fleckeri é uma espécie de leguminosa do gênero Acacia, pertencente à família Fabaceae.